# Esporte Clube Iguaçu
Esporte Clube Iguaçu é uma agremiação esportiva da cidade de Nova Iguaçu, no estado do Rio de Janeiro, fundada a 17 de novembro de 1912.

## História
Um dos clubes mais antigos do estado, o Iguaçu disputou, por longos anos, o Campeonato da Liga de Nova Iguaçu, além do antigo Campeonato Estadual Fluminense, como por exemplo, em 1944.
Tendo sido por diversas vezes campeão iguaçuano, como em 1935, resolveu somente em 2006, se filiar à FFERJ para a disputa do Campeonato Estadual da Terceira Divisão de Profissionais do Rio de Janeiro.
O alvinegro de Nova Iguaçu acabou eliminado na primeira fase ao ficar em quarto lugar no seu grupo. Depois dessa experiência, se licenciou das competições de âmbito profissional.
O clube no futsal tem se revelado uma grande força no estado. Foi campeão estadual juvenil masculino, categoria sub-20, em 2008. Possui sede social e uma pequena praça de esportes que, no entanto, não se presta a jogos de âmbito profissional.

## Títulos
- 1935 - Campeão iguaçuano;
- 1949 - Campeão iguaçuano;
- 2008 - Campeão Estadual Juvenil Masculino de Futsal (Sub-20);

## Estatísticas

### Participações
| Competição          | Temporadas | Melhor campanha             | Estreia | Última | P | R |
| ------------------- | ---------- | --------------------------- | ------- | ------ | - | - |
| Série B2 do Carioca | 1          | 4º colocado do grupo (2006) | 2006    | 2006   | – | – |

## Fonte
- VIANA, Eduardo. Implantação do futebol Profissional no Estado do Rio de Janeiro. Rio de Janeiro: Editora Cátedra, s/d.